# Morrison (Illinois)
Morrison es una ciudad ubicada en el condado de Whiteside en el estado estadounidense de Illinois. En el Censo de 2010 tenía una población de 4188 habitantes y una densidad poblacional de 656,51 personas por km².

## Geografía
Morrison se encuentra ubicada en las coordenadas 41°48′28″N 89°57′42″O / 41.80778, -89.96167. Según la Oficina del Censo de los Estados Unidos, Morrison tiene una superficie total de 6.38 km², de la cual 6.38 km² corresponden a tierra firme y (0%) 0 km² es agua.

## Demografía
Según el censo de 2010, había 4188 personas residiendo en Morrison. La densidad de población era de 656,51 hab./km². De los 4188 habitantes, Morrison estaba compuesto por el 96.82% blancos, el 0.79% eran afroamericanos, el 0.6% eran amerindios, el 0.14% eran asiáticos, el 0.02% eran isleños del Pacífico, el 0.67% eran de otras razas y el 0.96% pertenecían a dos o más razas. Del total de la población el 2.63% eran hispanos o latinos de cualquier raza.